# Jrahovit
Jrahovit (en arménien Ջրահովիտ ) est une communauté rurale du marz d'Ararat en Arménie. En 2008, elle compte 1 174 habitants.